# 瀧沢裕二
瀧沢 裕二（たきざわ ゆうじ、1948年 - ）は、日本の映像プロデューサー・ディレクター。映画祭ディレクター。早稲田大学第1文学部卒業。

## 略歴
早稲田大学第1文学部を卒業後、電通映画社（現：電通テック）に入社。CMディレクター・プロデューサーとなる。電通テックで能力開発部長を経験後、ソニーPCLに転籍。CMを始め、CS放送番組の立ち上げや、デジタルサイネージ、ODS（非映画デジタルコンテンツ）等の映像関連新規事業開発に取り組む。埼玉県川口市のSKIPシティ・プロジェクトには1999年の企画段階から参加し、2000年株式会社SKIPシティ設立に伴い取締役として出向。「映像ミュージアム」「映像制作学習プログラム」「SKIPシティ国際Dシネマ映画祭」等の立ち上げ、運営を行う。
現在、株式会社DSSにてエクゼクティブ・プロデューサー、映画祭ディレクターを受託。

## 専門分野
CM・映画等の映像・メディア芸術・CM・デジタルシネマ・デジタルサイネージ・小中学生向け映像制作学習プログラム

## プロデュース・ディレクト作品

### ODS作品
- メトロに乗って（2008年）
- PROGS on Screen（2008年）
- 嵐になるまでまって（2009年）
- マドモアゼルモーツァルト（2009年）

### 短編映画
- ふれあい（1984年）

### 映像制作教本ビデオ
- 伝わる映像制作（2003年）

### CM
- トヨタ自動車
- パナソニック
- レナウン
- 江崎グリコ
- ライオン
- 花王
- キリンビール
- 日本生命
- IHI

など